# Drapetis calcarifera
Drapetis calcarifera är en tvåvingeart som beskrevs av Mario Bezzi 1907. Drapetis calcarifera ingår i släktet Drapetis och familjen puckeldansflugor.
Artens utbredningsområde är Taiwan. Inga underarter finns listade i Catalogue of Life.